# Eugenio Arellano Fernández
Eugenio Arellano Fernández MCCJ (Corella, 11 de noviembre de 1944) es un eclesiástico, profesor, filósofo y teólogo católico español afincado en Ecuador. Fue vicario apostólico emérito de Esmeraldas, entre 1995 y 2021. 

## Biografía
Eugenio nació el 11 de noviembre de 1944, en la localidad española de Corella, Navarra. Hijo de José Arellano y Rufina Fernández.
Tras graduarse del colegio en su natal Navarra, estudió Magisterio. Luego de ganar un concurso, fue profesor por tres años en un colegio fiscomisional de la zona.
En 1968, continuó sus estudios de Filosofía en Portugal. Luego, se trasladó a París, donde realizó los estudios de Teología y Misionología, en el Instituto Católico de París.
Obtuvo la nacionalidad ecuatoriana, por naturalización.

### Vida religiosa
Cuando era joven descubrió su vocación religiosa y decidió ingresar en el noviciado de los Misioneros Combonianos de Moncada. Realizó la profesión solemne el 15 de agosto de 1968. Su ordenación sacerdotal fue el 18 de diciembre de 1972.
Tras su ordenación comenzó siendo educador de su congregación en Barcelona.
En 1977, fue enviado a Ecuador como misionero en el vicariato apostólico de Esmeraldas. En esta provincia empezó a ejercer su labor, en los pueblos y recintos del cantón San Lorenzo. En 1982, fue designado párroco de Santa Marianita en Esmeraldas. Fue superior provincial de los Combonianos de Ecuador y Colombia.
Regresó a París, donde fue superior y formador de los estudiantes de Teología de su congregación.

## Episcopado

### Vicario apostólico de Esmeraldas
El 1 de junio de 1995, el papa Juan Pablo II lo nombró obispo titular de Cellae in Proconsulari y vicario apostólico de Esmeraldas. Fue consagrado el 20 de agosto del mismo año, en la Catedral de Esmeraldas; a manos del arzobispo Francesco Canalini.
Durante su episcopado, logró la pacificación de jóvenes que integraron pandillas en barrios ribereños. Arellano, junto con organizaciones afro del norte y con la Pastoral Social, ha luchado también por la defensa de la naturaleza y en contra de la deforestación y minería ilegal.
En 2005, participó en la caminata hacia Quito, denominada "Por la dignidad del pueblo de Esmeraldas", durante 13 días.
Dejó plasmado un proyecto para formación artesanal de jóvenes y adultos en la zona norte, además de la reinserción a la sociedad de jóvenes que andaban en pandillas o en consumo de alcohol, así como otros programas para dar educación y capacitación (como carpintería) a diversas generaciones. Uno de estos planes fue "Chicos de la Calle".
- Miembro de la Comisión Episcopal de Culturas, en la CEE.[2]
- Presidente de la Conferencia Episcopal Ecuatoriana (CEE; 2017-2020).[8]

### Renuncia
En 2019, presentó su renuncia como lo establece el Código de Derecho Canónico. El 5 de julio de 2021, el papa Francisco aceptó su renuncia, como  vicario apostólico de Esmeraldas, nombrado a su sucesor al mismo tiempo.
Continuará su labor sacerdotal en Tumaco (Colombia), con las comunidades afrodescendientes, luego de su permanencia en Esmeraldas. Allá se moverá entre esa zona del país vecino y en las poblaciones fronterizas de San Lorenzo, indicando que: "A los jóvenes los pueden amenazar, pero no a una persona mayor como yo, que de un golpe me pueden botar al suelo".
Su deseo es que cuando muera, lo entierren donde su comunidad católica esmeraldeña lo decida.

## Posiciones políticas e ideológicas

### Gobierno de Correa
Denunció la situación de su vicariato "abandonado por todos los Gobiernos y, todavía más, por el de Correa".
A finales de abril de 2017, lamentó que el presidente Correa, haya propiciado en favorecer única y exclusivamente "el partido único" (Movimiento PAIS) en el Ecuador. Con lo cual, Correa lo calificó criticándolo de "impertinente", y diciendo: "qué pena q esos mensajes vengan de la Iglesia católica".

### Aborto
Firme opositor al aborto, indicó que: "Es ridículo respetar las mariposas... y matar a los niños". Incluso, en caso de violación: "En ese caso, hay que salvar a los dos: la mamá y el niño, pero matar a niños es una doble violación".

### Femicidio
En enero de 2019, Arellano comentó que el femicidio es "un camino" que no hay que esperar a que pase. Además, de aconsejar a las mujeres a que no tengan miedo al fracaso y "boten al marido" si su relación se vuelve violenta.

## Distinciones
| Universidad / Institución                   | Fecha                   | Reconocimiento otorgado                | Ref.                    |
| Doctorado honoris causa                     | Doctorado honoris causa | Doctorado honoris causa                | Doctorado honoris causa |
| ------------------------------------------- | ----------------------- | -------------------------------------- | ----------------------- |
| Pontificia Universidad Católica del Ecuador | 14 de junio de 2023     | Doctorado honoris causa                | [ 15 ]                  |
| Otros reconocimientos                       |                         |                                        |                         |
| Asamblea Nacional del Ecuador               | 20 de agosto de 2020    | Condecoración Vicente Rocafuerte       | [ 1 ]                   |
| Confederación Española de Religiosos        | 3 de febrero de 2022    | Premio Carisma de Misión y Cooperación | [ 16 ]                  |